# سلمى الدباغ
سلمى الدباغ (مواليد 1970 م) هي كاتبة بريطانية وفلسطينية مواليد عام 1970. ذاع صيتها عام 2011 بعد صدور روايتها «خارج غزة Out of It» ونشرتها بلومبيري، وهي رواية تتمحور حول الصراع الفلسطيني الإسرائيلي، وقد رشّحت هذه الرواية لنيل جائزة «كتاب الغارديان للعام» عامي 2011 و2012.

## عن حياتها وعملها
ولدت سلمى في اسكتلندا، والدها فلسطيني من يافا ووالدتها إنجليزية. هي الآن متفرغة للكتابة. أمضت فترات طويلة من حياتها بين الكويت وفرنسا ومصر والبحرين، وقامت بزيارات سنوية إلى فلسطين.قبل التركيز على الكتابة، عملت كمحامية متخصصة في حقوق الإنسان في لندن، قامت بزيارات متكررة أثناء ذلك إلى الضفة الغربية والقاهرة، منذ عام 2004، كتبت القصص القصيرة نشرتها في «كتابة جديدة 15» و«قصة: قصص قصيرة من امرأة فلسطينية».

## أعمالها
نشرت قصصها القصيرة ضمن مختارات قصصية صدرت عن مجموعة Granta «جرانتا» و International PEN «منظمة القلم الدولية». رشّحت أعمالها لعدد من الجوائز ووصلت إلى الدور النهائي في جائزة قصة السمكة القصيرة في «بيروت-باريس-بيروت» (2005) و «أوبرجين» (2004). عام 2014، بُثّت مسرحيتها الإذاعية «الطوبة» في هيئة الإذاعة البريطانية BBC.
صدرت روايتها «خارج غزة» عام 2011، أما ترجمتها العربية فصدرت بعنوان «غزة تحت الجلد» عام 2015 عن دار «بلومزبري - مؤسسة قطر للنشر»، وهي رواية تصوّر الحياة العائلية الراهنة في غزة، تنقل القاريء من فلسطين إلى لندن ثم إلى الخليج. وقد أشارت صحيفة الأوبزرفر البريطانية عن الرواية «إنها عمل لافت وجذاب يحكي عن الاقتلاع والانتماء، الخيانة والغدر والوفاء، والشجاعة التي تعيد تعريف فلسطين وشعبها».
تعاونت مع بعض صنّاع السينما في كتابة الأفلام الروائية، وترجمت هذه الأعمال إلى اللغة العربية ولغة الماندرين الصينية والبرتغالية والإيطالية.
صيتها
قالت عنها الروائية الفلسطينية سحر خليفة "تمثل سلمى الدباغ جيلا جديدا من كاتبات لا يكتفين بالنظر إلى الوطن وقضيته بمنظار واحد ومن بعد واحد، إنها بتجربتها متعددة الأبعاد والزوايا تنقلنا إلى أجواء عشناها وأخرى لم نعشها، وتفتح لنا الشاشة على مصراعيها لنرى ما تراه ونتفاءل أو نتشاءم وفي الحالتين نزداد فضولا ونتساءل حول اجزاء الوطن المتداعى فنكتشف معا أن للصورة أكثر من وجه".
وكتبت صحيفة الأوبزرفر البريطانية عن الرواية "إنها عمل لافت وجذاب يحكى عن الاقتلاع والانتماء، الخيانة والغدر والوفاء، والشجاعة التى تعيد تعريف فلسطين وشعبها".

## وصلات خارجية
- الموقع الرسمي